# Богдан (Дзюрах)
Богда́н Дзю́рах (нар. 20 березня 1967, Гірське, Львівська область, Українська РСР, СРСР) — український церковний діяч, колишній єпископ курії Верховного Архиєпископа Української греко-католицької церкви, Секретар Синоду Єпископів УГКЦ (діючий), ЧНІ (редемпторист). З 18 лютого 2021 року — екзарх для українців греко-католиків у Німеччині та Скандинавії.

## Життєпис
Народився 20 березня 1967 року в селі Гірське Миколаївського району Львівської області.
Після закінчення у 1984 році середньої школи навчався у Львівському ПТУ харчової промисловості.
У 1985–1987 роках служив у війську.
У 1990 вступив до Духовної семінарії у Дрогобичі. Згодом вивчав теологію у вищих духовних навчальних закладах Європи: у Варшаві, Страсбурзі, Інсбруці та Римі. Здобув ступінь доктора теології.
17 березня 1991 року був рукопокладений на священника.
19 серпня 1995 року склав вічні обіти у Львівській провінції Чину Найсвятішого Ізбавителя (ЧНІ).
Надалі виконував різноманітну душпастирську працю, займався педагогічною та викладацькою діяльністю в Україні та поза її межами. Під час свого перебування у Львові входив до складу Ради Центру духовної допомоги особам з особливими потребами, був координатором душпастирської опіки ув'язнених, допомагав священикам Реабілітаційного центру «Джерело» для дітей, хворих на церебральний параліч, надавав душпастирську опіку жіночим згромадженням, провадив реколекції тощо.

## Архиєрейське служіння
21 грудня 2005 року проголошений єпископом-помічником Києво-Вишгородської архиєпархії. Архиєрейська хіротонія відбулася 15 лютого 2006 року в Архикатедральному соборі Святого Юра у Львові. Святителі — Блаженніший Любомир, Високопреосвященний Владика Ігор Возьняк та Преосвященний Владика Юліян Вороновський.
У 2006 році обраний Секретарем Синоду Єпископів УГКЦ.
29 липня 2009 року призначений керівником Патріаршої Курії УГКЦ.
12 грудня 2009 року Блаженніший Любомир Гузар, згідно з рішенням Синоду Єпископів УГКЦ, звільнив владику Богдана Дзюраха від обов'язків єпископа-помічника Київської архієпархії і призначив єпископом Курії Верховного Архиєпископа.
Синод Єпископів Української греко-католицької церкви прийняв зречення з уряду адміністратора Патріаршої курії УГКЦ владики Богдана (Дзюраха) і призначив нового адміністратора отця Андрія Максимовича. За повідомленням Департаменту інформації УГКЦ, владика Богдан (Дзюрах), як секретар Синоду Єпископів УГКЦ, залишається у структурі Курії, оскільки Секретаріат Синоду належить до структури Патріаршої курії.
18 лютого 2021 року Папа Франциск призначив владику Богдана Дзюраха на уряд екзарха для українців греко-католиків у Німеччині та Скандинавії. Інтронізація на престол екзархату нового екзарха відбулася 18 квітня 2021 року в катедральному храмі Покрову Пресвятої Богородиці у Мюнхені.